# بلدية كورواتا
بلدية كورواتا هي بلدية في البرازيل، تتبع مارانهاو، بلغ عدد سكانها 61٬725  نسمة، في 2010، تبلغ مساحتها 2٬263٫823 كيلومتر مربع.

## الموقع
تشترك في الحدود مع:
- Timbiras [الإنجليزية]‏.

## أعلام
- باولو سيزار روتشا روزا